# Gassano
Gassano è una frazione del comune di Fivizzano, in provincia di Massa Carrara.
Le origini del suo nome vengono ascritte al periodo romano: deriverebbe infatti dal nome nobiliare Cassio. Una versione sicuramente meno attendibile, ma decisamente più folkloristica, vuole che il nome derivi dalle parole pronunciate dai primi visitatori del luogo che, colpiti dalla bellezza dei posti, avrebbero detto "Ag'san". Che in dialetto locale significa "Ci siamo, siamo arrivati".

## Geografia fisica
Gassano è situata su un rilievo collinare nella valle dell'Aulella, all'interno della regione storica della Lunigiana. Sorge a 7 km a sud-ovest del capoluogo comunale Fivizzano. La frazione di Gassano è a sua volta suddivisa nelle località di Groppoli, Santa Chiara, Pian di Là e Cormezzano.

## Storia
Le origini del borgo risalgono al decimo secolo, quando "un Gassano" appare nell'atto di fondazione del monastero di Santa Maria a Castiglione presso l'allora Borgo San Donnino, l'attuale Fidenza. Anche la topografia del paese rimanda a tale periodo storico, con ampie mura che chiudono la parte superiore del borgo, al cui interno è racchiusa la maggior parte del paese, transitabile solo a piedi.

## Cultura

### Palio della Tragia

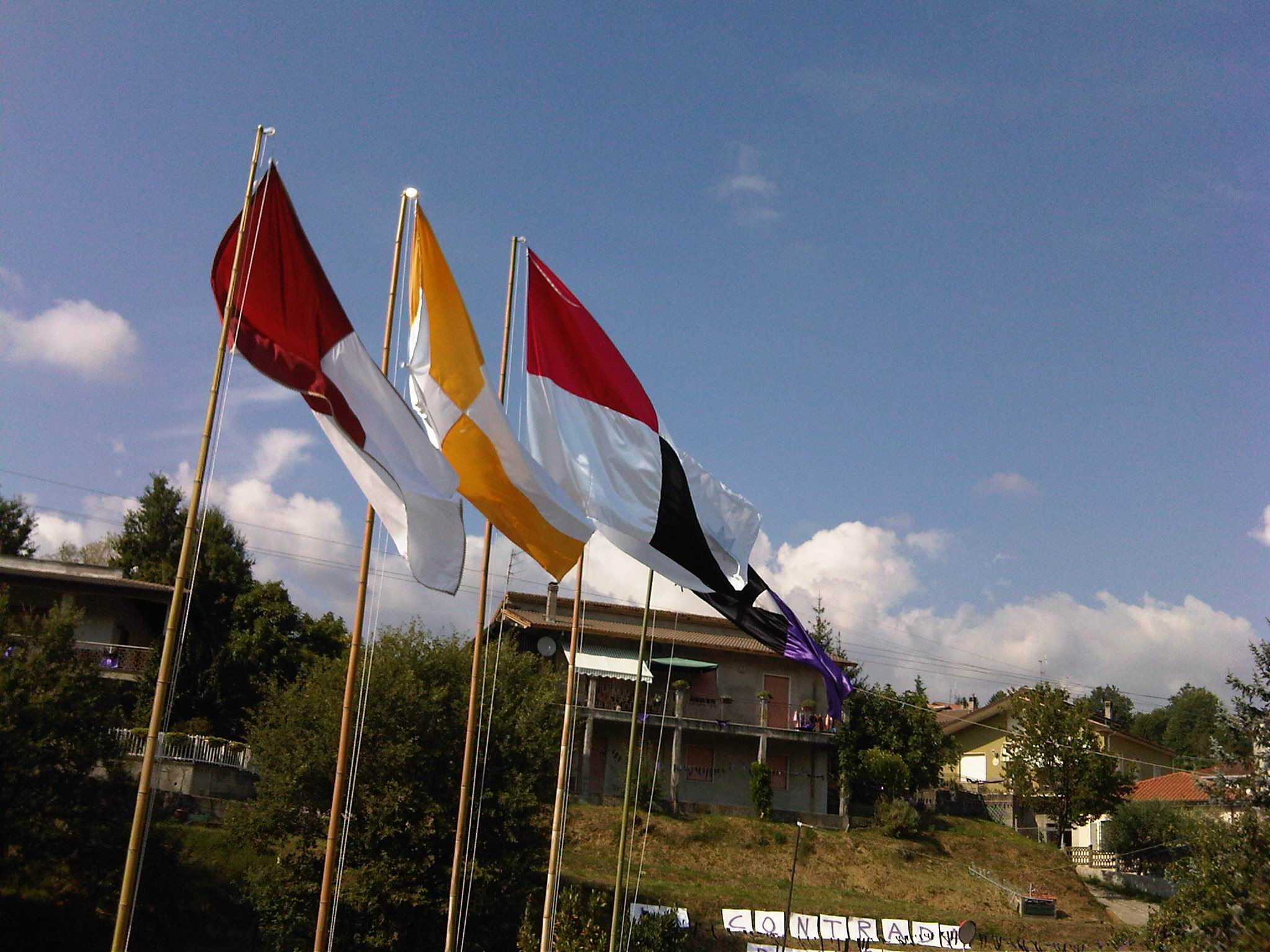
Le Bandiere dei Rioni

Nato per idea e iniziativa di pochi gassanesi alla metà degli anni '90, ha avuto tre edizioni nel 1994, 1996 e 1997, prima di fermarsi fino al 2009, quando è stato ripescato dal dimenticatoio e riportato in vita dalla volontà della nuova generazione. Divide il Paese in cinque rioni (Canale, Pesala, Piazza, Santa Chiara e Via di Fuori) e si tiene il 10 agosto, in occasione della festività di San Lorenzo. Consiste nel giro del Paese con la tragia (una sorta di slitta utilizzata nel passato per il trasporto del fieno e trainata dai buoi) da parte delle squadre dei diversi rioni.

## Infrastrutture e trasporti
Gassano è attraversata dalla strada regionale 445 della Garfagnana, sulla quale sono svolte autocorse di collegamento con Aulla a cura di CTT Nord.
Presso l'omonima fermata ferroviaria sostano i treni che percorrono la ferrovia Lucca-Aulla.